# Dichotomius ascanius
Dichotomius ascanius là một loài bọ cánh cứng trong họ Bọ hung (Scarabaeidae).